# 中华刀鲇
中华刀鲇（学名：Platytropius sinensis）为刀鲇科刀鲇属的鱼类，俗名绸子鱼。在中国，分布于澜沧江下游水系等。该物种的模式产地在云南。
其种加词“sinensis”意为“中华的”。